# Black Swan (Risiken)

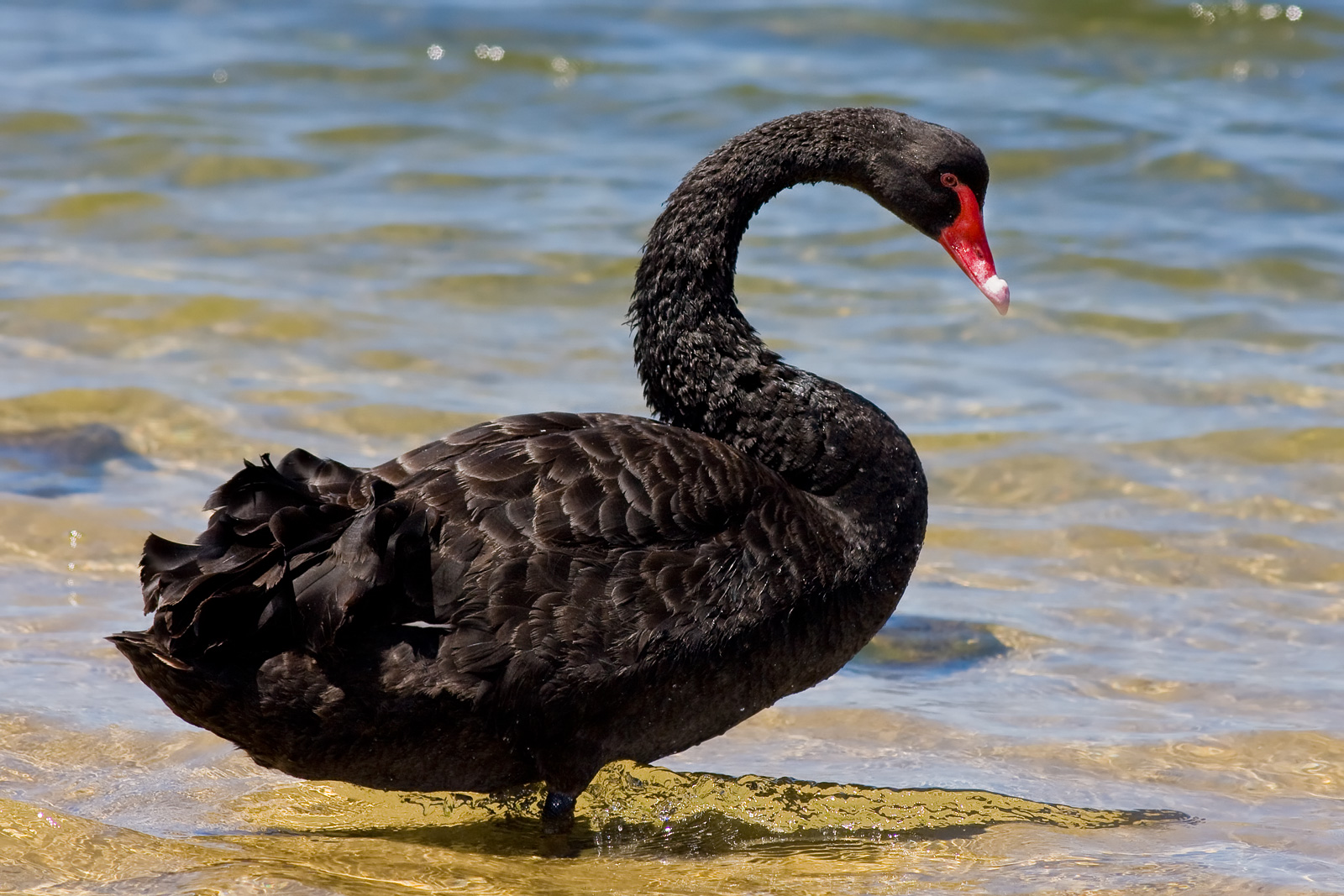
Ein schwarzer Schwan in Australien

Ein Black Swan (deutsch „Schwarzer Schwan“) ist in der Wirtschaft der Anglizismus für unerwartete und unwahrscheinliche zukünftige Ereignisse mit erheblichen Auswirkungen.

## Allgemeines
Die Metapher bezieht sich auf den selten vorkommenden Schwarzschwan. Ein „schwarzer Schwan“ verkörperte bis in das 18. Jahrhundert hinein das Nichtvorstellbare, denn nach damaligem Wissensstand waren alle Schwäne weiß. Diese These wurde 1697 mit der Entdeckung des seltenen Schwarzschwans durch Willem de Vlamingh  in Westaustralien falsifiziert. Seine Seltenheit wird in der Wirtschaft, insbesondere in der Finanzwirtschaft, für Ereignisse mit geringer Eintrittswahrscheinlichkeit übernommen. Es handelt sich um zufällige und unerwartete Ereignisse, die den Menschen zwingen, seine Sicht der Dinge zu ändern.
Mit „Schwarzen Schwänen“ befassen sich Organisationen wie Unternehmen im Rahmen des Krisenmanagements (ex post), ihre Einbeziehung in die Zukunftsplanung ist Gegenstand der Wahrscheinlichkeitstheorie (ex ante).

## Theorie
Der Finanzmathematiker Nassim Nicholas Taleb definierte den „Schwarzen Schwan“ als ein „historisches, ökonomisches, wirtschaftliches oder persönliches Ereignis, das von Beobachtern einerseits nicht vorhergesagt wurde, andererseits massive Folgen hat“. Taleb befasste sich erstmals 2001 konzeptionell mit der Theorie des „Schwarzen Schwans“ bei finanzwirtschaftlichen Ereignissen und veröffentlichte zum Phänomen des „Schwarzen Schwans“ zahlreiche Bücher, die der populärwissenschaftlichen Literatur zuzuordnen sind.
Von echten „Schwarzen Schwänen“ wird in der Theorie gesprochen, wenn sämtliche bekannten Fakten keinen Rückschluss auf ein zukünftiges Risiko zulassen und den Akteuren nicht bewusst ist, dass es Unerwartetes geben könnte. Um unechte „Schwarze Schwäne“ handelt es sich dagegen, wenn niemand das Risiko „auf dem Schirm hatte“, aber bei genauerer Analyse bekannter Fakten unter Einbeziehung bekannter Verhaltensmuster das mögliche Risiko hätte erkannt werden können. Im Gegensatz zum nicht erwartbaren „Schwarzen Schwan“ ist das „graue Nashorn“ (englisch grey rhino) „eine sehr unwahrscheinliche, mit wesentlichen Auswirkungen verbundene, jedoch vernachlässigte Bedrohung…“, die trotz Erkennbarkeit übersehen oder absichtlich ignoriert wurde.
In Prognosemodellen wie Börsentendenz, Chartanalyse, Trendextrapolation oder Trendmodell werden „Schwarze Schwäne“ meist als Worst Case wegen der zu geringen Eintrittswahrscheinlichkeit nicht berücksichtigt. Die Trendextrapolation setzt voraus, dass kein Ereignis wie der „Schwarze Schwan“ zu erwarten ist, das den vorangegangenen Trend bricht oder alle Erwartungsparameter sprengt. Die Auswirkungen beim Auftreten eines „black swan“ können positiv sein, meistens werden mit ihm jedoch negative assoziiert. Als Schwarze Schwäne gelten vor allem die Terroranschläge am 11. September 2001, die Finanzkrise 2007, oder die Nuklearkatastrophe von Fukushima. 
Es handelt sich um Ereignisse, die eigentlich nie vorkommen dürften, was jedoch ständig geschieht und unser Leben gewaltig beeinflusst. Der „Schwarze Schwan“ wird mit Hilfe statistischer Modelle permanent aus unserem Denken ausgeblendet. Diese Ausblendung löscht das Vorkommen „Schwarzer Schwäne“ in den Erwartungen, so dass bei einem „unerwarteten“ Eintritt der Überraschungseffekt sehr groß ist. Forscher an römischen Universitäten schlugen 2022 die Quantifizierung Weißer, Grauer und Schwarzer Schwäne zur evidenzbasierten Politikgestaltung und öffentlichen Debatte vor.
Als grüner Schwan werden Ereignisse bezeichnet, die aus massiv veränderten natürlichen Rahmenbedingungen resultieren. Angesichts der desaströsen Auswirkungen durch den Klimawandel wurde dieser Begriff 2020 durch die Bank für Internationalen Zahlungsausgleich geprägt.

## Wirtschaftliche Aspekte
Das Black-Scholes-Modell kann den Anlegern und Investoren den Schein vermitteln, dass aus vergangenheitsbezogenen Trends für die Zukunft eindeutige Tendenzen abgeleitet werden könnten. Da es sich um ein mathematisches Modell handelt und keine Abbildung der Wirklichkeit, setzt dieses Modell diverse mathematische aber auch psychologische Simplifizierungen voraus, wie es auch andere Prognoseverfahren tun.
Zum Beispiel die Annahme, dass die Aktienpreise einer geometrischen Brownschen Bewegung folgen oder dass sich Märkte, vor allem Finanzmärkte, irrational verhalten können. Auch können äußerst seltene Ereignisse auftreten, wie zum Beispiel die Terroranschläge am 11. September 2001 oder den schwarzen Donnerstag im Jahr 1929, die zu einem nicht kalkulierbaren Einfluss auf die Volatilität führen.
Die Aussage „es wird mindestens einen schwarzen Schwan geben“ kann endgültig niemals falsifiziert werden, da sie voraussetzt, dass man alle jetzigen oder auch zukünftigen Schwäne kennen müsste. Selbst wenn es lange Zeit keinen gegeben hat, kann zu keiner Zeit mit Sicherheit behauptet werden, „es gebe keine schwarzen Schwäne“.
Gleichwohl gehen viele Prognoseverfahren davon aus, dass es erlaubt ist, extrem unwahrscheinliche, aber disruptive Ereignisse aus einer Prognose auszuschließen, denn ihre Einbeziehung  würde nichts nützen. Wenn auf dem Schulweg ein Meteor alles Leben in einer Stadt auslöscht, wäre das Prognoseziel „Kind abholen“ sowieso hinfällig. Der „Schwarze Schwan“ sei Taleb zufolge ein auszuklammernder Paradigmenwechsel (englisch game changer), der nach einer grundsätzlichen Neuordnung der Zukunft verlange.
„Schwarze Schwäne“ müssen keine ökonomischen Ursachen haben (wie dies etwa bei Naturkatastrophen der Fall ist), wirken sich jedoch meist auf die Wirtschaft durch Personen- und/oder Sachschäden aus. Dort können sie je nach Umfang zu volkswirtschaftlichen Schocks führen und im Rahmen des Contagion-Effekts auf andere Staaten übergreifen. Diese kumulative Verschärfung vergrößert die Auswirkungen nicht nur für einzelne Volkswirtschaften, sondern kann sich auf die Weltwirtschaft in Form einer Weltwirtschaftskrise ausdehnen.

## Rezeption
Das Bild des Schwarzen Schwans wird bis heute vielfach rezipiert. Trebor Scholz schlug zu deren Entgegnung beispielsweise agileren Wissenstransfer aus den Universitäten in lokale Gemeinschaften und vulnerable Gruppen vor. Er wirbt zu dem anteiligen Besitz an Unternehmungen durch die Beschäftigten, um Schwarzen Schwänen mit mehr sozioökonomischer Resilienz zu begegnen.